# Чорні криниці
Чорні криниці — річка в Україні у Чортківському районі Тернопільської області. Права притока річки Збруча (басейн Дністра).

## Опис
Довжина річки приблизно 3,89 км, найкоротша відстань між витоком і гирлом — 2,82  км, коефіцієнт звивистості річки — 1,38 . Формується декількома струмками та загатами.

## Розташування
Бере початок на південно-східній стороні села Цигани. Спочатку тече переважно на південний схід через селище Скала_Подільська, далі тече переважно на північний схід і у селищі впадає у річку Збруч, ліву притоку річки Дністра.

## Цікаві факти
- У селищі Скала-Подільська річку перетинає автошлях Т 2001[2] (автомобільний шлях територіального значення в Тернопільській області. Проходить територією Бучацького, Чортківського та Борщівського районі).
- На річці існують газгольдер та газові свердловини[3].